# KAI KF-21 Boramae
KF-21 Boramae / Diều hâu non là một chương trình quân sự - hàng không của Hàn Quốc nhằm phát triển một mẫu máy bay tiêm kích đa năng tiên tiến dành cho Không quân Hàn Quốc cùng với Không quân Indonesia.

## Tổng quan
Đây là dự án phát triển máy bay tiêm kích nội địa thứ hai của Hàn Quốc sau T-50 / FA-50. Chương trình dự kiến tiêu tốn khoảng 8 tỷ đô la Mỹ và có sự tham gia đóng góp của Indonesia (20%).

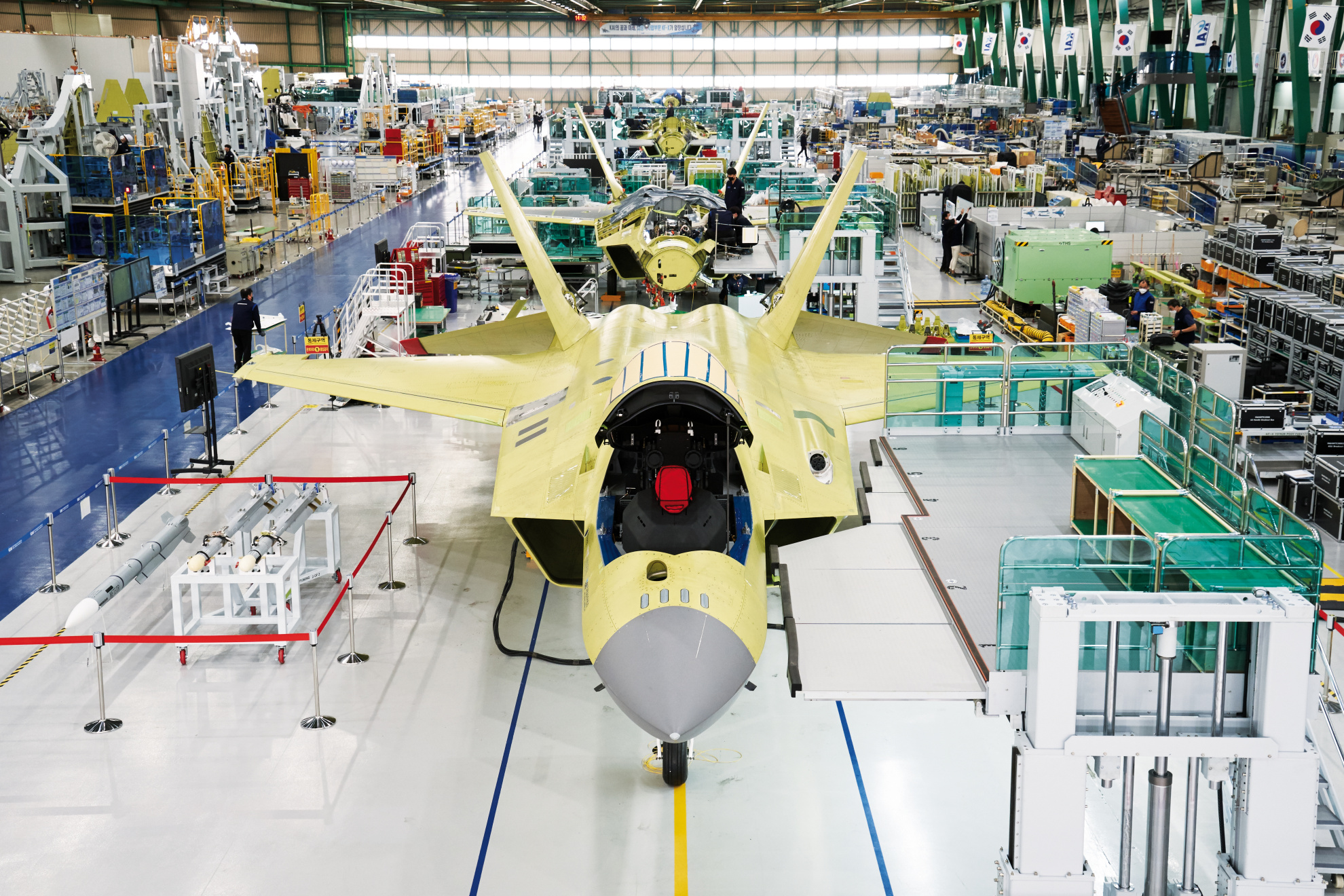
Bên trong nhà máy lắp ráp KF-21

## Thông số kỹ thuật
Dữ liệu lấy từ Cơ quan quản lý Chương trình Mua sắm Quốc phòng Hàn Quốc (DAPA)
Đặc tính tổng quan
- Kíp lái: 1 hoặc 2 người (tùy phiên bản)[4]
- Chiều dài: 16,9 m (55 ft 5 in)
- Sải cánh: 11,2 m (36 ft 9 in)
- Chiều cao: 4,7 m (15 ft 5 in)
- Diện tích cánh: 46,5 m2 (501 foot vuông)
- Trọng lượng rỗng: 11.800 kg (26.015 lb)
- Trọng lượng có tải: 17.200 kg (37.920 lb)
- Trọng lượng cất cánh tối đa: 25.400 kg (55.997 lb)
- Động cơ: 2 × General Electric F414-GE-400K bộ đốt sau turbofan, 57,8 kN (13.000 lbf) thrust  mỗi chiếc [5] thô, 97,9 kN (22.000 lbf) có đốt tăng lực

Hiệu suất bay
- Vận tốc cực đại: Mach 1.81
- Tầm bay: 2.900 km (1.802 mi; 1.566 nmi)
- Tầm bay chuyển sân: 2.900 km (1.802 mi; 1.566 nmi)

Vũ khí trang bị

- Giá treo: 10 (6 dưới cánh và 4 dưới thân)[6]
- Tên lửa: 

  - Tên lửa không đối không:
    - MBDA Meteor[7][8][9]
    - AIM-120 AMRAAM[10]
    - Diehl IRIS-T[7]
    - AIM-9X Sidewinder[10]

  - Tên lửa không đối đất:
    - Taurus KEPD 350[11][12]
    - AGM-65[13]

  - Tên lửa chống hạm:
    - AGM-84 Harpoon[14]

  - Các loại tên lửa đang được phát triển:[15]
    - Tên lửa không đối không tầm ngắn
    - Tên lửa Không đối không tầm trung đến tầm xa
    - Tên lửa đất đối không tầm xa
    - Tên lửa chống bức xạ tốc độ cao
    - Tên lửa chống hạm siêu âm
- Bom: 

  - Bom thường:
    - MK: 81/82/83/84
    - GBU-39/B SDB
    - CBU-105 WCMD

  - Bom dẫn đường chính xác:
    - JDAM
    - GBU-54/56 LJDAM
    - GBU-12 LGB
    - KGGB

Hệ thống điện tử

- Radar mảng pha điện tử chủ động (AESA) (Hanwha Systems)
- Tìm kiếm và theo dõi hồng ngoại (IRST) (Hanwha Systems)
- Nhóm nhắm mục tiêu điện quang (EO TGP) (Hanwha Systems)
- Liên kết dữ liệu chiến thuật (LIG Nex1)
- Bộ gây nhiễu tần số vô tuyến (RF Jammer) (LIG Nex1 ALQ-200K)[16]
- Hệ thống máy tính quản lý nhiệm vụ (MC) (Hanwha Systems)
- Hệ thống máy tính quản lý máy bay (SMC) (LIG Nex1 và Hanwha Systems)
- Màn hình đa chức năng (MFD) (Hanwha Systems)
- Hệ thống máy tính điều khiển chuyến bay (FLCC) (LIG Nex1)
- Hệ thống thông tin liên lạc, điều hướng và nhận dạng (CNI) (LIG Nex1)

## Các quốc gia sử dụng
- Hàn Quốc
  -  Không quân Hàn Quốc
- Indonesia
  -  Không quân Indonesia